# Алдора (Џорџија)
Алдора (Џорџија) (енгл. Aldora) град је у америчкој савезној држави Џорџија. По попису становништва из 2010. у њему је живело 103 становника.

## Демографија
Према попису становништва из 2010. у граду је живело 103 становника, што је 5 (5,1%) становника више него 2000. године.
| Група             | 2000.       | 2010.      |
| Белци             | 98 (100,0%) | 84 (81,6%) |
| Афроамериканци    | 0 (0,0%)    | 10 (9,7%)  |
| Азијати           | 0 (0,0%)    | 0 (0,0%)   |
| Хиспаноамериканци | 0 (0,0%)    | 7 (6,8%)   |
| Укупно            | 98          | 103        |